# Яранцев, Андрей Степанович
Андрей Степанович Яранцев (1888, Яранский уезд, Вятская губерния — 18 февраля 1962, Симферополь) — советский партийный и государственный деятель. Нарком земледелия Крымской АССР.

## Биография
Родился в 1888 году в крестьянской семье в деревне Малый Апшатнур (ныне не существует) Яранского уезда Вятской губернии. В 1909—1916 годах работал по найму в булочной, молотобойщиком, развозчиком на колбасной фабрике. Нанимался на строительство Амурской железной дороги в Чите. В 1916—1917 годах в Русской императорской армии. Участник Первой мировой войны.
После Октябрьской революции 1917 года — член Совета рабочих и солдатских депутатов города Яранска. Член ВКП(б) с марта 1918 года. В июне-октябре 1918 года председатель Яранского уездного исполкома. В 1918 году секретарь Яранской уездной организации РКП(б). В 1918—1920 годах — участник Гражданской войны, комиссар бригады, участвовал в освобождении Архангельска, начальник политотдела 18-й дивизии. В 1920—1932 годах — последовательно председатель Макарьевского, Середского, Юрьевецкого, Шуйского уездных исполкомов Ивановской губернии. Секретарь президиума Ивановского губернского исполкома, председатель плановой комиссии, начальник строительства Ярославского резинового комбината.
В 1933 году окончил Всесоюзную промышленную академию им. Сталина и был направлен в Крым. В 1933—1935 годах начальник политотдела Богемской МТС Джанкойского района. В 1935—1937 годах — секретарь Кировского райкома ВКП(б) Крымской АССР. В 1937—1939 годах — нарком земледелия Крымской АССР.
Депутат Верховного Совета Крымской АССР от Сейтлерского района в 1938—1945.
В 1939—1941 годах управляющий трестом пригородных совхозов в Крыму. В 1941—1944 годах — в эвакуации начальник инспекторской группы Наркомата совхозов РСФСР, директор совхоза «Красная заря» Московской области. После возвращения, в 1944—1953 годах заведующий Крымским областным отделом государственного обеспечения, затем — заведующий областным отделом социального обеспечения.
Депутат Крымского областного совета депутатов трудящихся (1947—1953 годы).
В 1955—1957 годах, когда управляющим Крымской епархией был архиепископ Лука Крымский, А. С. Яранцев в должности уполномоченного Совета по делам Русской Православной Церкви при Совете Министров СССР по Крымской области.
Персональный пенсионер. Скончался 18 февраля 1962 года.